# Vuelo 791 de TransAsia Airways
El vuelo 791 de TransAsia Airways, era un vuelo de carga regular entre el Aeropuerto Internacional de Taiwán Taoyuan y el Aeropuerto Internacional de Macao, A las 01:52 a. m. hora local del 21 de diciembre de 2002, el ATR-72 que operaba el vuelo se estrelló contra el mar a 17 kilómetros (11 millas; 9,2 millas náuticas) al suroeste de Magong, Penghu, Taiwán. Los dos miembros de la tripulación a bordo murieron.

## Accidente
El vuelo 791 se operó con un carguero ATR 72, El capitán y el primer oficial eran los únicos ocupantes de la aeronave. El vuelo era del Aeropuerto Internacional de Taiwán Taoyuan al Aeropuerto Internacional de Macao. 
El vuelo 791 partió de Taoyuan a la 1:04 a. m. hora local (17:04 UTC), A la 1:51 a. m., el copiloto solicitó permiso al control de tráfico aéreo, para descender del nivel de vuelo 18 000 pies a 16 000 pies, El controlador aprobó la solicitud y el primer oficial reconoció. Sin embargo, la aeronave inició un rápido descenso y desapareció de las pantallas de radar un minuto después, a las 01:52 hs. La última posición conocida de la aeronave fue de unos 17 kilómetros (11 millas; 9,2 millas náuticas) al suroeste de Phengu, Magong. 
A las 03:05 a. m., la Administración de Aeronáutica Civil del Ministerio de Comunicaciones de Taiwán declaró una emergencia y envió helicópteros y botes de la Fuerza Aérea de la República de China, la Fuerzas Armadas de la República de China para buscar el Vuelo 791. 
A las 08:05 uno de los botes de rescate encontró los primeros escombros y posteriormente confirmó que el vuelo 791 se había estrellado. No se sabe si se recuperaron los cuerpos de la tripulación de vuelo. El capitán fue dado por muerto por un tribunal. 

## Aeronave y tripulación

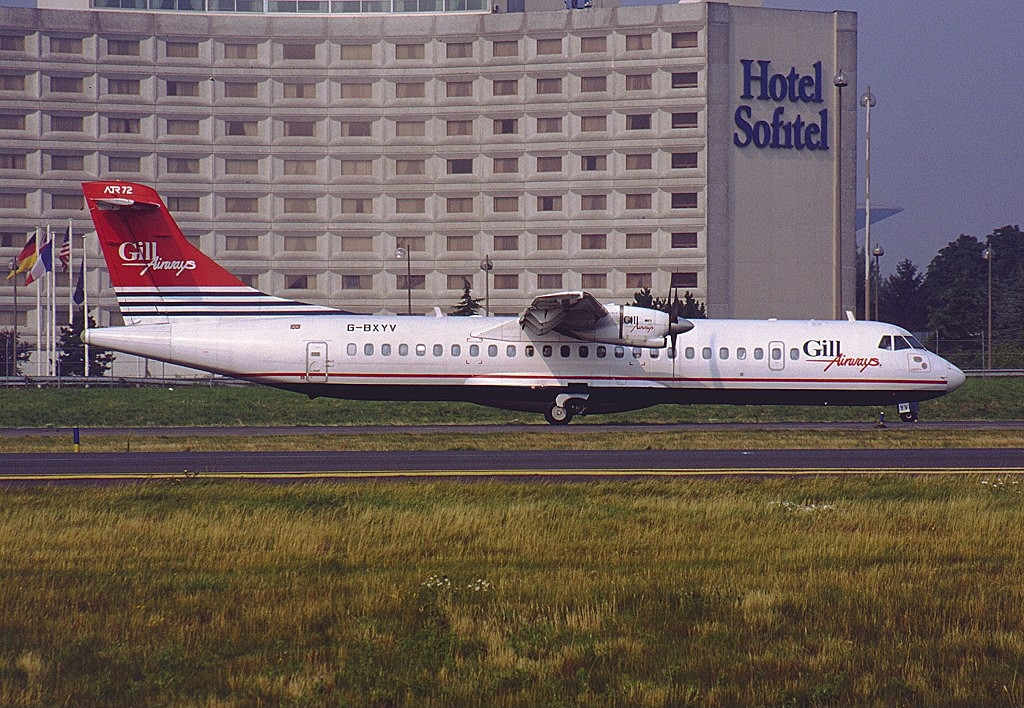
La aeronave involucrada en el accidente en julio de 2001, mientras aún estaba en servicio con Gill Airways

La aeronave implicada era un ATR 72-200 de 10 años y 3 meses (matrícula B-22708, número de serie de fabricación 322). Entró en servicio como avión de pasajeros con TransAsia Airways el 25 de agosto de 1992.
Desde septiembre de 1998 hasta febrero de 2001, la aeronave fue arrendada a Gill Airways en el Reino Unido con matrícula británica G-BXYV. Después de regresar a TransAsia Airways en 2001, el avión se convirtió en un carguero y se le devolvió su registro anterior como B-22708. 
En el momento del accidente, la aeronave tenía 19.254 horas y 25.529 ciclos de despegue y aterrizaje. El avión estaba propulsado por dos motores Pratt & Whitney Canada PW100. 
El capitán, de 53 años, había estado en TransAsia Airways desde 1991. Tenía 14 277 horas de experiencia de vuelo, incluidas 10 608 horas en el ATR 42 y ATR 72. El copiloto, de 34 años, había estado en TransAsia Airways desde 1997 y había registrado 4.578 horas de vuelo, 4.271 de ellas en el ATR 42 y el ATR 72.

## Investigación
La Junta de Seguridad del Transporte de Taiwán investigó el accidente, El ASC revisó los registros de entrenamiento de la tripulación de vuelo. Durante el entrenamiento recurrente, el capitán obtuvo puntajes "satisfactorios" en condiciones de formación de hielo, sin embargo, el instructor notó que el capitán tenía una "tendencia a perder el conocimiento de la situación". Según su instructor, el capitán repitió el entrenamiento y sus resultados mejoraron. A pesar de esto, el instructor dijo que el capitán estaba "todavía inestable". No se informaron problemas durante el entrenamiento del primer oficial.

## Análisis de la CVR
Los Investigadores escuchan la CVR, y se sorprenden al descubrir que los pilotos reaccionaron demasiado tarde al problema del Congelamiento: 
 "Alarma de Congelamiento" 
Capitán: Es un trozo bastante grande de hielo 
Capitán: Vaya, es un trozo enorme 
Copiloto: ¿Qué hielo? 
Capitán: El hielo de las alas 
Alarma: Advertencia, Sistema de Bloqueo Pitot-Estetico Activado. 
Copiloto: Aquí vuelo GE791, solicitamos descender a 16,000 mil pies 
ATC: Autorizado TRANSASIÁTICA 791, descender a 16,000. 
Capitán: ¿No te parece que hay demasiado hielo en las alas? 
Capitán: ¿Escuchas ese sonido? 
Copiloto: ¿Cuál sonido? 
Capitán: Se está moviendo el timón de control. 
Copiloto: Se activo el Stick Shaker 
Alarma: Entrada en Perdida!, Entrada en Perdida!, Velocidad Baja!, Velocidad Baja!. 
Alarma: Piloto automático desconectó 
Capitán: Vamos!, Vamos!, Elévate!, Elévate! 
Copiloto: Elévate!, Elévate!, Elévate!, 
Alarma: Terreno!!, Terreno!!, Terreno!!, Ascienda!!, Ascienda!!. 

"La aeronave impacta bruscamente el océano" 

## Análisis de los registradores de vuelo
La CVR registró una gran cantidad de conversaciones no pertinentes. La primera indicación de cualquier problema ocurrió a la 1:34 a. m., cuando se escuchó una advertencia de "campanilla única". Luego, el capitán explicó cómo se acumulaba el hielo en el avión a las 1:44. Luego, el capitán mencionó esto por segunda vez a la 1:50. La tripulación solicitó entonces su descenso. Se escuchó entonces una breve conversación no pertinente, tras la cual sonaron varias alarmas hasta el final de la grabación. 
El FDR indicó que el piloto automático se desactivó en el momento del impacto. El sistema antihielo se había activado dos veces. El primero fue de 1:34 a 1:37, y el segundo fue de 1:41 hasta el accidente. 

## Salvamento y recuperación
La mayoría de los restos se encontraron a 180 metros (590 pies) de distancia de donde el vuelo 791 hizo contacto por última vez con ATC,   El 9 de enero de 2003, el ASC inició una operación de salvamento con la asistencia de la administración de la guardia costera y el personal de TransAsia Airways. La primera operación de salvamento se realizó el 10 de enero, luego de retrasarse debido al clima. El registrador de datos de vuelo (FDR) se recuperó el 11 de enero y el registrador de voz de cabina (CVR) se recuperó el 14 de enero.

## Examen de restos
Los investigadores descubrieron acumulación de hielo alrededor de los principales componentes de la aeronave. También se examinó el sistema de deshielo de la aeronave. 

## Causa
El Consejo de seguridad de la aviación publicó su informe final el 25 de octubre de 2003. El informe determinó que la tripulación de vuelo carecía de conocimiento de la situación y, por lo tanto, no respondió a las severas condiciones de formación de hielo. 

Causa Probable: 
- El vuelo del accidente encontró severas condiciones de formación de hielo. El contenido de agua líquida y el tamaño máximo de gota estaban más allá del sobre de certificación de formación de hielo

- El entrenamiento y la habilitación de TNA de formación de hielo severo en aeronaves para estos pilotos no ha sido efectivo y los pilotos no se han familiarizado con la nota, PRECAUCIÓN y ADVERTENCIA establecidas en el Manual de operación de la tripulación de vuelo y el Manual de vuelo del avión para desempeñar adecuadamente sus funciones.

- Después de que la tripulación de vuelo detectó una condición de formación de hielo y el sistema de deshielo del fuselaje se activó dos veces, la tripulación de vuelo no leyó el manual correspondiente, por lo que el procedimiento no pudo informar a la tripulación de vuelo y recordarles "estar alerta a la formación de hielo severa detección."

- La "disminución inesperada de la velocidad" indicada por el indicador de velocidad aerodinámica es una indicación de formación de hielo severa (condiciones encontradas por la aeronave).

- La tripulación de vuelo no respondió a las condiciones severas de formación de hielo con el estado de alerta y la conciencia de la situación pertinentes de que la aeronave podría haber encontrado condiciones que estaban "fuera de aquellas para las que la aeronave estaba certificada y podrían degradar seriamente el rendimiento y la capacidad de control de la aeronave". .

- La tripulación de vuelo detectó demasiado tarde las severas condiciones de formación de hielo. Después de la detección, no cambiaron de altitud inmediatamente, ni tomaron otras medidas requeridas en los Procedimientos de emergencia por formación de hielo grave.

- La aeronave estaba en un estado de "balanceo y cabeceo inusual o incontrolado" y, a partir de entonces, se produjo una pérdida.

- Después de que la aeronave hubiera desarrollado una entrada en pérdida y una actitud anormal, las maniobras de recuperación no cumplieron con los procedimientos y técnicas operativas para la Recuperación de Actitudes Inusuales, El rendimiento y la capacidad de control de la aeronave pueden haberse degradado seriamente para entonces. No se puede confirmar si o no las actitudes inusuales de la aeronave podrían haberse recuperado si la operación de la tripulación hubiera cumplido con los procedimientos y técnicas pertinentes.

- Durante los primeros 25 minutos, la resistencia extra aumentó unos 100 conteos, lo que provocó una disminución de la velocidad de unos 10 nudos.

Durante el tiempo en que el sistema de deshielo del fuselaje estuvo apagado de forma intermitente, es muy probable que se acumulara y cubriera hielo residual en las alas de la aeronave. 
- Cuatro minutos antes de que el piloto automático se desconectara, la resistencia adicional aumentó alrededor de 500 conteos, y la velocidad aerodinámica decayó a 158 nudos, y la relación sustentación-resistencia se perdió aproximadamente un 64% rápidamente.

- Durante los 10 segundos previos al volcamiento, la estabilidad longitudinal y lateral de la aeronave ha sido modificada por el severo hielo acumulado en las alas produciendo la separación del flujo. Antes de que el piloto automático se desconectara, la aerodinámica de la aeronave (elevación/arrastre) se degradó en aproximadamente un 40 %.

— Informe final de la ASC 